# Dendrophyllia radians
Espèce
Dendrophyllia radians est une espèce de coraux appartenant à la famille des Dendrophylliidae.